# Aktiválási energia

Aktiválási energiának (más néven aktivációs energia) (jelölése: Ea) nevezik azt a minimális energiát, ami (pl. melegítés, sugárzás, elektromos hatás, [feszültség] formájában) egy kémiai reakció lezajlásához szükséges. Egy reakció során a reaktáns molekulák összeütköznek, és a kémiai kötések megfeszülnek, elszakadnak és újak képződnek a termékek létrejöttekor.
A kellő aktiválási energiával rendelkező részecskék kémiai kötései felborulnak, majd egy ún. aktivált komplex jön létre. Ebben már megtalálhatóak a kialakuló új kötések kezdeményei is.
E folyamat során a rendszer energiája maximálisra nő, azután lecsökken a termék energiájára. Az aktiválási energia a maximális energia és a reaktánsok energiája közötti különbség, vagyis az az energiagát, amelyet a reakció előrehaladásához le kell győzni. Az aktiválási energia határozza meg, hogy a reakció sebessége hogyan változik a hőmérséklettel. Általában az aktiválási energiákat a reaktánsok móljaira jutó joule-okban szokás kifejezni. Az aktiválási energia csökkenése exponenciálisan növeli a reakció sebességét.
A katalizátorok a kémiai átalakulás számára új, kisebb aktiválási energiájú reakcióutat biztosíthatnak. Ezzel magyarázható a katalizátorok reakciógyorsító hatása. Az élő szervezetekben az enzimek az aktiválási energiát csökkentve teszik lehetővé a biokémiai folyamatokat.
A reakciósebesség kiszámítása: Δc/Δt
A reakciósebesség mértékegysége: mol/dm³×s

## Külső hivatkozások
- Kislexikon.hu [Tiltott forrás?]
- Agrároldal.hu
- Kempelen Farkas Digitális Tankönyvtár